# Scytodes mapia
Scytodes mapia là một loài nhện trong họ Scytodidae.
Loài này thuộc chi Scytodes. Scytodes mapia được miêu tả năm 2000 bởi Rheims & Antonio D. Brescovit.